# Mario Noris
Mario Noris (né le 2 décembre 1958 à Bondo Petello) est un coureur cycliste italien. Professionnel sur route de 1978 à 1988, il a remporté le Tour de Toscane en 1979 et le Tour des Pouilles en 1983. Il a ensuite pratiqué le VTT et a été médaillé d'argent du championnat d'Europe de cross-country en 1991.

## Palmarès sur route

### Par année
- 1977
  - Circuito del Porto
- 1979
  - Tour de Toscane
- 1982
  - 2e du Trofeo Laigueglia
- 1983
  - Tour des Pouilles :
    - Classement général
    - 3e étape

  - 2e du Tour de l'Etna
  - 3e du Tour de Campanie

### Résultats sur les grands tours

#### Tour d'Italie
- 1979 : 98e
- 1980 : 68e
- 1981 : 85e
- 1982 : 93e
- 1983 : 102e
- 1984 : 96e
- 1985 : 95e
- 1986 : 87e
- 1987 : 75e
- 1988 : 96e

## Palmarès en VTT
- 1990
  - 7e du championnat du monde de cross-country
- 1991
  -  Médaillé d'argent du championnat d'Europe de cross-country